# 仰鼻鏢鱸
仰鼻鏢鱸為輻鰭魚綱鱸形目鱸亞目河鱸科的其中一種，分布於美國Cumberland河及田納西河流域，體長可達7.7公分，棲息在岩石底質的溪流，屬肉食性，以水生昆蟲為食。